# Estádio Orlando Scarpelli
Das Estádio Orlando Scarpelli ist ein Fußballstadion in der brasilianischen Stadt Florianópolis, Hauptstadt des Bundesstaates Santa Catarina. Es bietet Platz für 19.908 Zuschauer und ist die Heimspielstätte des Fußballvereins Figueirense FC.

## Geschichte
Das Estádio Orlando Scarpelli in Florianópolis mit etwas mehr als vierhunderttausend Einwohnern auch größten Stadt des Bundesstaates Santa Catarina im Süden des Landes, wurde 1947 erbaut und im Dezember des gleichen Jahres fertiggestellt. In den folgenden Jahren diente es als Trainingsplatz für die Fußballer von Figueirense FC, die damals noch im Estádio Alfredo Konder spielten. Nach der Schließung des alten Stadions im Jahre 1958 wurde das Estádio Orlando Scarpelli Spielort der Mannschaft von Figueirense. Am 12. Juni 1960, dem 39. Geburtstag des Vereins, wurde das Stadion offiziell eröffnet. Erst ein knappes Jahr später fand das erste Spiel hier statt, am 27. Mai 1961 unterlag Figueirense Atlético Catarinense mit 0:4. Das erste Tor im Stadion wurde dabei von Ba, einem Spieler von Catarinense, erzielt. Als Figueirense 1973 als erstes Team aus dem Bundesstaat Santa Catarina überhaupt in die Série A, die höchste brasilianische Spielklasse, aufstieg, wurde das Estádio Orlando Scarpelli renoviert, was unter anderem Verbesserungen des Rasens, die Einrichtung von Umkleidekabinen und das Errichten von Beleuchtungen einschloss. Das erste Spiel im neu renovierten Stadion stieg am 15. August 1973, als Figueirense den EC Bahia aus dem Norden Brasiliens empfing.
Nur wenige Monate später wurde die noch heute gültige Rekordkulisse während eines Ligaspiels erreicht, als am 2. Dezember 1973 insgesamt 26.660 Schaulustige das 0:0-Unentschieden von Figueirense gegen CR Vasco da Gama aus Rio de Janeiro verfolgten. Der Zuschauerrekord bei Nicht-Liga-Spielen datiert vom 12. August 2000. Nachdem das Estádio Orlando Scarpelli kurz modernisiert wurde, trafen sich die brasilianische Fußballnationalmannschaft und die von Chile in Florianópolis zu einem Freundschaftsspiel, das mit 3:0 zu Gunsten der Brasilianer endete. Dieses Länderspiel ist bis heute das einige solche im Estádio Orlando Scarpelli, die Zuschauer können meist nur Spiele von Figueirense FC beobachten. Der Verein, der neben dem fünfzehnfachen Gewinn der Staatsmeisterschaft von Santa Catarina 2007 ins Endspiel um die Copa do Brasil, den brasilianischen Fußballpokal vordrang, spielt derzeit in der Série A, nachdem 2010 der Aufstieg aus der zweitklassigen Série B geglückt war.
Das Estádio Orlando Scarpelli bietet heutzutage Platz für 19.908 Zuschauer. Seit 2005 ist es ein reines Sitzplatzstadion, was in Brasilien recht unüblich ist. Mit seiner Kapazität von 19.908 Plätzen ist es das größte Stadion in Florianópolis, noch vor dem Estádio da Ressacada von Avaí FC, das 15.000 Zuschauer fasst.